# Tribunal na TV
Tribunal na TV foi um programa de jornalismo investigativo brasileiro produzido e exibido pela Rede Bandeirantes, criado pelo jornalista Marcelo Rezende e baseado no livro 500 melhores júris que fiz de Eduardo Cesar Leite.

## Sinopse
O programa selecionou os crimes mais polêmicos e famosos já julgados no Brasil os mostrou sob vários pontos de vista. No Tribunal na TV, a história era detalhada, desde o momento da transgressão até a absolvição - ou condenação - dos réus.
Nas reconstituições dos crimes o programa usava como principal recurso a união entre dramaturgia e jornalismo. Para isso, contava com uma criteriosa pesquisa dos fatos reais, indo além da simples narração.
Os trabalhos de investigações da polícia também foram cuidadosamente analisados para detectar possíveis falhas, negligências ou conivência.
No tribunal, vimos quais foram argumentos e estratégias dos promotores e da defesa. O disseram as testemunhas e quais provas foram determinantes para o veredicto.
Um panorama completo com verdades e mentiras, erros e acertos de todo processo criminal até seu desfecho.

### Saída do ar
Em 2 de fevereiro de 2011, foi anunciado que o programa não teria nova temporada e sua última exibição foi em 25 de fevereiro do mesmo ano.

## Apresentador
- João Bourbonnais (a partir de outubro/2010)

Ex-apresentador
Marcelo Rezende (2010)
Atores participantes
Alexandre Di Monaco 
Juan Martin
Outros